# Ernährungshilfswerk

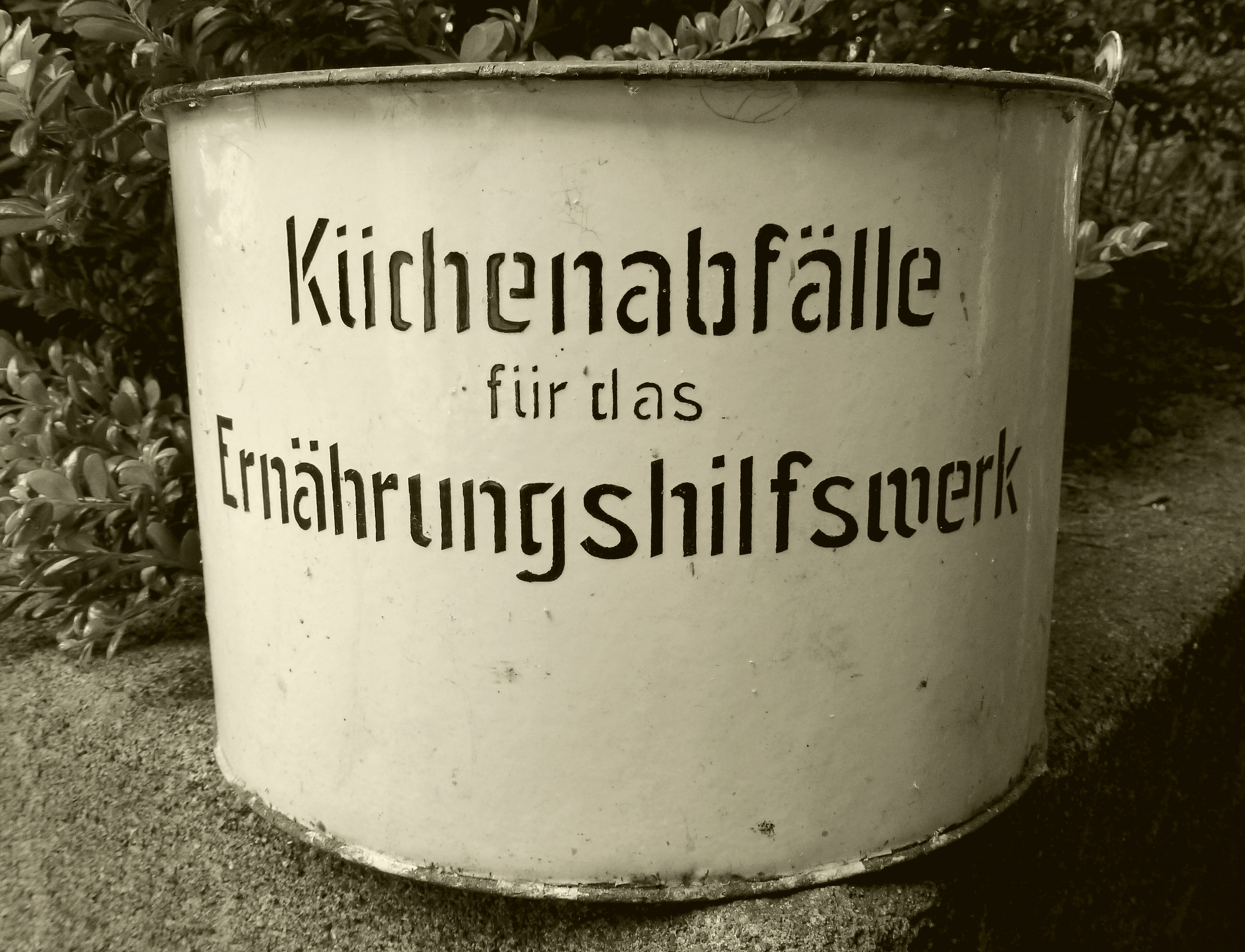
Emaillierter Eimer aus dem Jahre 1936 des Ernährungshilfswerkes zur Sammlung von Küchenabfällen.

Als Ernährungshilfswerk oder Ernährungshilfswerk des Deutschen Volkes wurde eine Organisation im Dritten Reich bezeichnet, die im Zuge des Vierjahresplans gegründet wurde, um die Landwirtschaft Deutschlands zu entlasten.
Es hatte die Aufgabe, Lebensmittelabfälle aus Haushalten und Betriebskantinen zu verwerten. Diese wurden gesammelt und der Schweinemast zugeführt. Ziel war es, jährlich bis zu einer Million Schweine zu mästen und wieder dem Ernährungskreislauf zuzuführen. Mit der Durchführung der Lebensmittelsammlungen wurde die Nationalsozialistische Volkswohlfahrt beauftragt. Unter Schülern kursierte die subversive Parole: „Wir müssen wieder für die NSV-Schweine sammeln“. Ende des Jahres 1938 wurde das Ernährungshilfswerk ausgebaut. Am 1. Juli 1938 verfügte es über 95.616 Tiere, Ende des Jahres 1938 schon über 113.388 Tiere.